# Clementina Carneiro de Moura

Autorretrato com meu filho, 1930, óleo sobre tela, 70 cm x 50 cm

Maria Clementina Vilas Boas Carneiro de Moura OIP (Coração de Jesus, Lisboa, 25 de Setembro de 1898 — Santa Catarina, Lisboa, 18 de Julho de 1992), conhecida como Clementina Carneiro de Moura, foi uma pintora e professora portuguesa, que pertenceu à 2.ª geração de artistas modernistas portugueses.

## Biografia

### Nascimento e Família
Clementina Carneiro de Moura nasceu a 25 de setembro de 1898 no n.º 58 da Rua Alexandre Herculano, freguesia do Coração de Jesus, em Lisboa, e foi batizada na freguesia de Santa Isabel como filha de João Lopes Carneiro de Moura (Montalegre, 1868 — 1944), jurista, político, escritor, professor e historiador e de sua mulher Elvira Ferreira de Melo Vilas Boas (Chaves, 1876 — ?). Era neta paterna de Lourenço Álvares de Moura (1821 — ?), natural de Gralhós, Chã, e de Maria dos Prazeres Lopes Carneiro, e pelo lado materno de Joaquim Ferreira de Melo Vilas Boas e de Cristina Cândida Ferreira de Mello (1839 — ?), natural de Fafe e filha de Joaquim Ferreira de Mello, conselheiro e titular da Casa das Paredes, e de Florinda Rosa Pereira de Carvalho e Mello. Era ainda sobrinha-neta de António Augusto Ferreira de Mello e Carvalho, 1.º Visconde de Moreira de Rei.

### Formação Artística
Concluiu o curso de Pintura da Escola de Belas Artes de Lisboa em 1920, onde foi aluna de Columbano Bordalo Pinheiro e colega de Sarah Afonso, terminando simultaneamente o curso da Escola Normal para o Ensino de Desenho, com a classificação final de 18 valores. Nesse mesmo ano visitou Paris, onde travou amizade com vários artistas portugueses a residir na cidade das luzes, tais como Abel Manta, Maria Helena Vieira da Silva, Milly Possoz e Eduardo Viana ou ainda os artistas franceses Robert e Sonia Delaunay, que posteriormente se fixaram em Portugal.

### Casamento e Descendência
A 9 de abril de 1927, casou civilmente em Lisboa com Abel Manta (1888-1982), pintor e professor de Belas-Artes, natural de Gouveia, com o qual teve um filho, o arquitecto, pintor e ilustrador João Abel Manta, sendo avó da pintora e arquitecta Isabel Manta. 

### Carreira Profissional
Membro da segunda geração de artistas modernistas portugueses, participou, entre outras, nas seguintes exposições: Exposição Anual da Sociedade Nacional de Belas Artes, Lisboa, 1920, onde recebeu uma menção honrosa em Pintura; I Salão dos Independentes, SNBA, 1930; Salão de Inverno, SNBA, 1932; Salão da Primavera, SNBA, 1949; Exposições Gerais de Artes Plásticas, SNBA, 1946, 1948-1953, 1955, 1956; I Exposição de Artes Plásticas da Fundação Calouste Gulbenkian, SNBA, 1957; II Exposição de Artes Plásticas da Fundação Calouste Gulbenkian, 1961, e venceu o Prémio Silva Porto, S.N.I..
Em 1940 integrou a Exposição do Mundo Português em Lisboa, tendo trabalhado na decoração da Sala do Oriente, situada no Pavilhão da Colonização, criado por Carlos Chambers Ramos.
Em 1947 viajou por todo o país, investigando as artes decorativas e a produção de colchas, bordados e rendas tradicionais. Entre as suas múltiplas publicações nesta área destacavam-se as obras "Tapetes de Arraiolos – Colchas e Bordados – oito séculos de arte portuguesa", "As Artes Decorativas", "Bordados Tradicionais de Portugal", "Rendas de Peniche – Arte Portuguesa" e "As colchas de Castelo Branco e o "bordado", que captaram a atenção do periódico mensal Mocidade Portuguesa Feminina (1939-1947). Apesar do jornal da Mocidade Portuguesa procurar utilizar essas mesmas obras como forma de instruir as boas práticas dos "lavores femininos", Clementina Carneiro de Moura chegou mesmo a afirmar que ambos os sexos poderiam aprender bordados nas escolas técnicas, não sendo um ofício estritamente feminino como o regime do Estado Novo doutrinava.
Na ilustração, colaborou com os periódicos Renovação (1925-1926) e., e foi a primeira mulher a desempenhar um cargo de direcção na Sociedade Nacional de Belas-Artes, cuja direcção pertenceu de 1950 a 1954.
Dedicou grande parte da sua vida ao ensino, trabalhando ao longo dos anos nas escolas de ensino secundário Afonso Domingues, Fonseca Benevides, Machado de Castro e Josefa de Óbidos, até se reformar em 1959.

### Ativismo

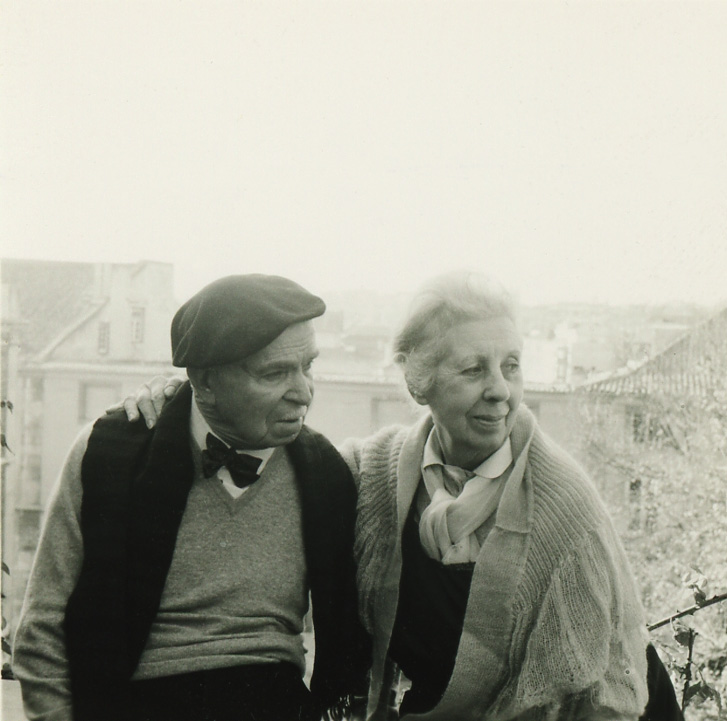
Abel Manta e Clementina Carneiro de Moura, Lisboa (1973)

Antifascista, defensora da democracia e dos direitos das mulheres, utilizava as suas obras como forma de denúncia sobre a dura vida das mulheres portuguesas, valorizando o trabalho destas, tanto como mães, educadoras e trabalhadoras, independentemente da sua classe social. 
Pertenceu à Associação Feminina Portuguesa para a Paz (AFPP) nos anos 40 e 50 e ao Conselho Nacional das Mulheres Portuguesas (CNMP), tendo feito parte da sua direcção e integrado a famosa Exposição de livros de mulheres célebres, dirigida por Maria Lamas, onde retratou mais de cem mulheres para adornar as salas da exposição que gerou o encerramento da associação feminina e feminista pelo Estado Novo, em 1947. Colaborou com Eduarda Lapa, Maria Palmira Tito de Morais, Maria Lúcia Vassalo Namorado, Maria Isabel Aboim Inglez, Angélica Viana Porto, Aurora Teixeira de Castro, Elina Guimarães, Maria da Graça Amado da Cunha, Maria Keill, Cesina Bermudes, Manuela Porto, Francine Benoit, Ilse Losa, Maria Barroso e Virgínia Moura, entre muitas outras activistas portuguesas.
Após a Revolução de 25 de Abril de 1974, aderiu ao Movimento Democrático de Mulheres (MDM), participou em vários eventos organizados pela associação feminina, tais como nas exposições de 1987 e 1989 no Espaço Maria Lamas, onde foi homenageada, e ainda foi eleita para o Conselho Nacional do movimento em 1980. Posteriormente foi condecorada com a Distinção de Honra do MDM.

### Morte
Clementina Carneiro de Moura faleceu a 18 de julho de 1992, na freguesia de Santa Catarina, em Lisboa, aos 93 anos. Encontra-se sepultada no Cemitério dos Prazeres, em Lisboa.

## Legado e Homenagens
A sua obra encontra-se representada em coleções públicas e privadas, entre as quais: Centro de Arte Moderna , Fundação Calouste Gulbenkian, Lisboa; Museu Municipal de Arte Moderna Abel Manta, Gouveia; Museu Grão Vasco, Viseu; Museu do Chiado, Lisboa; etc..
A 9 de janeiro de 1960 foi condecorada com o grau de Oficial da Ordem da Instrução Pública.
O seu nome figura na toponímia da Charneca da Caparica, concelho de Almada, e em Odivelas.